# Cagiva Elefant

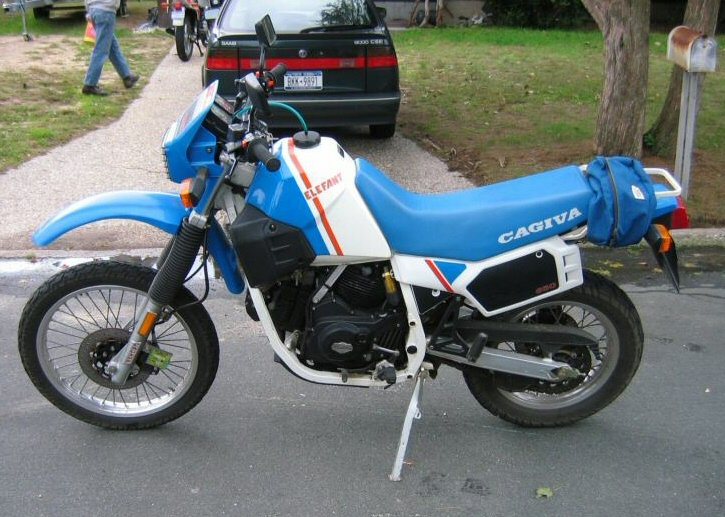
Cagiva 650 Elefant

Les Cagiva Elefant  constituent une série de motos de type trail commercialisées par le constructeur italien Cagiva entre 1984 et 1998. Elles ont été déclinées en cylindrées allant de 125 à 900 cm3. Elles représentent la famille des trails bicylindres, parallèlement aux Cagiva T4 déclinées en deux modèles monocyindres.